# Bahnhof Leipzig-Wahren
Der Bahnhof Leipzig-Wahren ist ein Bahnhof im Leipziger Stadtteil Wahren. Anfang des 20. Jahrhunderts wurde er zu einem großen Güterbahnhof ausgebaut. Bis zur Stilllegung der Zugbildungsanlagen am 31. Dezember 1994 war der Güterbahnhof Leipzig-Wahren neben Engelsdorf (b Leipzig) einer der beiden großen Rangierbahnhöfe im Eisenbahnknoten Leipzig.
Heute bestehen im Bahnhof zwei Personenhaltepunkte Leipzig-Wahren und Leipzig-Lützschena sowie eine Umschlaganlage des Kombinierten Ladungsverkehrs.

## Geschichte
Der Bahnhof in Wahren wurde am 1. August 1884, zunächst nur für den Personenverkehr, an der Bahnstrecke Magdeburg–Leipzig eröffnet.
Zu Beginn des 20. Jahrhunderts wurden sämtliche Rangierbahnhöfe vom Leipziger Zentrum in die Vororte verlegt. Hierbei entstand auch der Güterbahnhof Leipzig-Wahren, der am 9. April 1905 eröffnet wurde. Durch die Preußischen Staatseisenbahnen wurde der Bahnhof mit den Strecken Leipzig-Leutzsch–Leipzig-Wahren und Leipzig-Wahren–Leipzig-Schönefeld an den Leipziger Güterring angeschlossen. Gleichzeitig entstand auf der Nordseite das Bahnbetriebswerk Leipzig-Wahren. Nach der Eröffnung des Leipziger Hauptbahnhofs im Jahr 1912 wurde der Hauptteil des Verkehrs aus Richtung Magdeburg von Wahren über Wiederitzsch und den Güterring nach Leipzig geführt, die alte direkte Strecke diente nur noch dem Güterverkehr. Die Reisezuggleise wurden auf der Nordseite um die Güterverkehrs- und Bw-Anlagen herumgeführt.

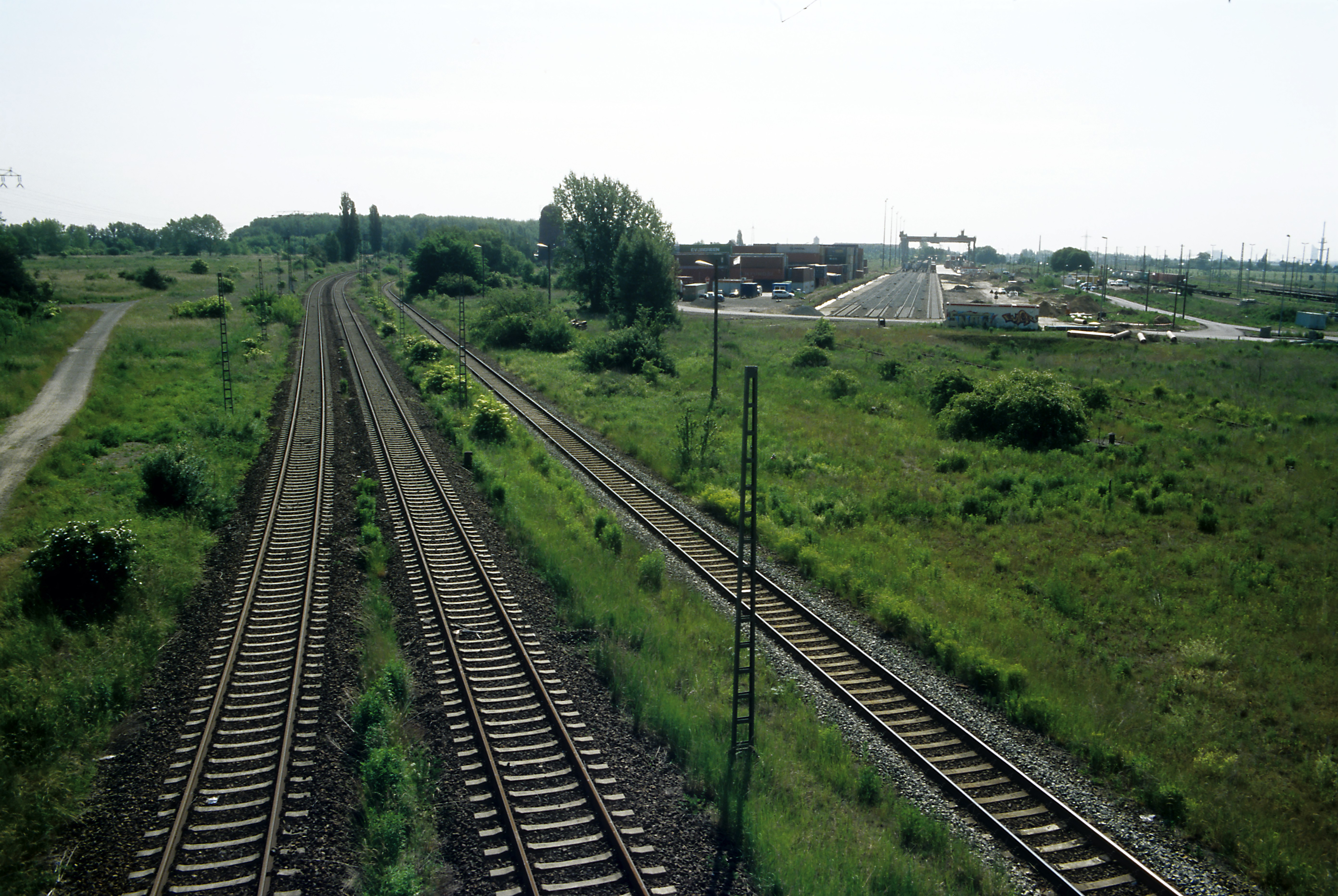
Die ehemaligen Reisezuggleise auf der Nordseite, Richtung Leipzig. Rechts die KLV-Umschlaganlage während der ersten Erweiterung, Sommer 2006

Bereits 1914 wurden der Rangierbahnhof Wahren und der Güterring in Richtung Schönefeld elektrifiziert. Kurz nach dem Beginn des Ersten Weltkrieges wurde der elektrische Betrieb in Mitteldeutschland jedoch wieder eingestellt, zur Gewinnung von Buntmetall baute man die Fahrleitungsanlagen wieder ab. Zwischen 1921 und 1923 wurden die Fahrleitungsanlagen wiedererrichtet, die der Strecke Wahren–Leipzig MTh jedoch erst 1934. Noch während des Zweiten Weltkrieges waren Ausbauarbeiten im Gang, sie wurden jedoch nicht mehr zu Ende geführt. Im Kriegsverlauf wurde der Bahnhof mehrmals bei den Luftangriffen auf Leipzig erheblich beschädigt. Weiteren Substanzverlust gab es nach Kriegsende durch Abbauten als Reparationsleistung, sowohl beim Oberbau in Form von Strecken- und Bahnhofsgleisen als auch bei der Fahrleitung. Im März 1946 musste der elektrische Betrieb erneut eingestellt werden. Die im Bereich des hochbelasteten Knotens Leipzig besonders leistungsmindernd wirkenden fehlenden zweiten Streckengleise konnten in den 1950er und 1960er Jahren wieder verlegt werden, die Strecke zum Magdeburg-Thüringer Bahnhof in Leipzig, über die nur noch der Ortsgüterverkehr lief, blieb jedoch eingleisig. Mit der zweiten Wiederelektrifizierung um 1960 wurden jedoch auch auf dieser Strecke Fahrleitungsmasten für zweigleisigen Betrieb aufgestellt, sie trugen auf jeder Seite je zwei 15-kV-Speiseleitungen vom Unterwerk Wahren zum Schaltposten Leipzig zur Versorgung des Bahnhofs Leipzig Hbf.

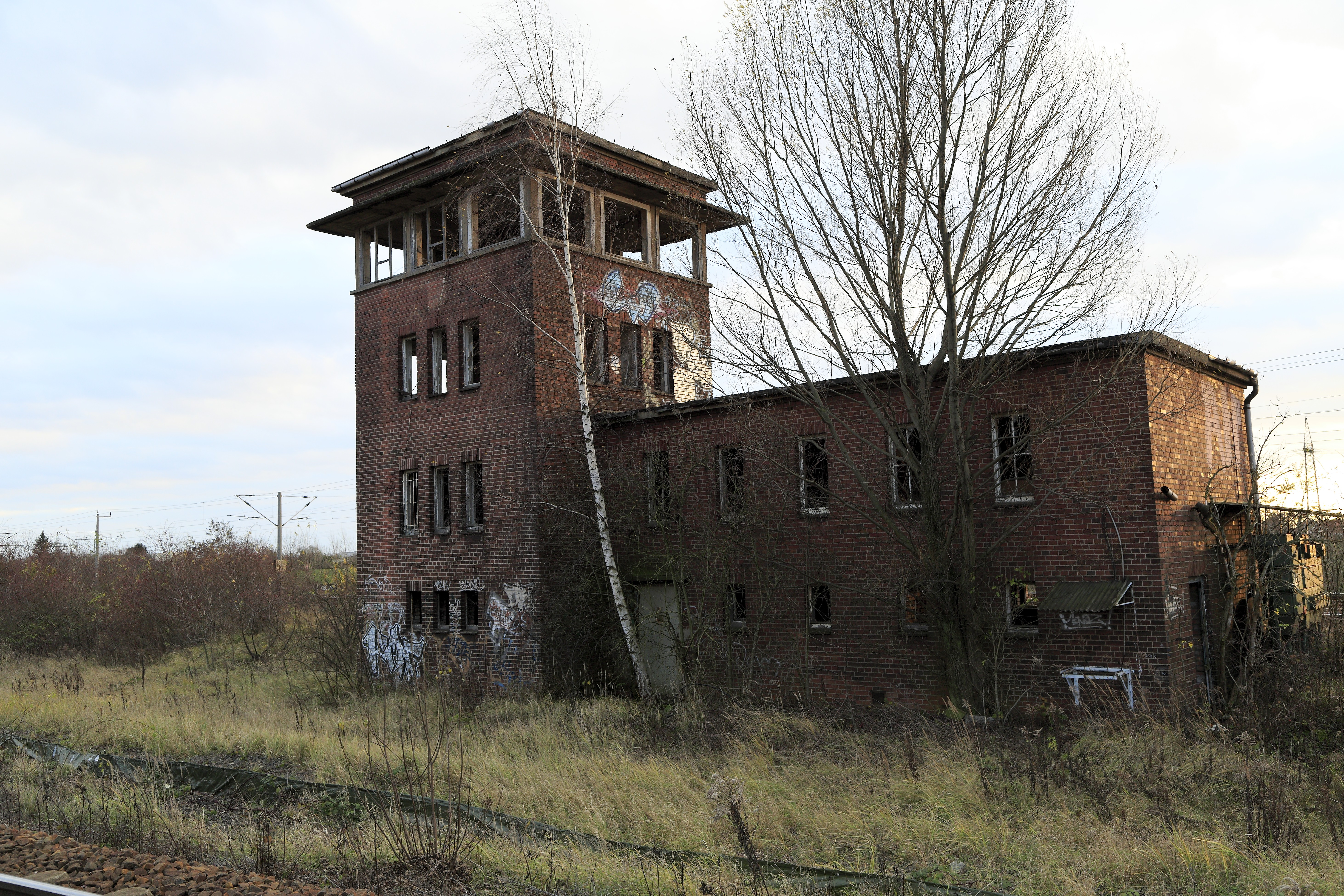
Das Gebäude des Ablaufstellwerkes, Herbst 2015

Ein Zentralstellwerk erhielt der Bahnhof Leipzig-Wahren nicht, lediglich ein Ablaufstellwerk als Gleisbildstellwerk der Bauform GS II DR. Auch Lichtsignale wurden nicht auf dem gesamten Bahnhof aufgestellt, das erfolgte im Wesentlichen nur als Einfahrsignale und an den Reisezuggleisen. Am Ablaufberg wurden elektrodynamische Gleisbremsen eingebaut.
In den Räumen der ehemaligen Bahnhofsgaststätte im Empfangsgebäude wurde Mitte der 1970er Jahre eine Lehrwerkstatt der Betriebsberufsschule der Rbd Halle für die Ausbildung von Elektrosignalmechanikern eingerichtet. Die Nutzung endete nach 1990 mit der Einstellung der Berufsausbildung.
Der Abbau der Zugbildungsanlagen nach Einstellung des Ablaufbetriebes und Verlegung der Reisezüge auf die neuen durchgehenden Hauptgleise auf der Südseite des Bahnhofsgeländes geschah nur schleppend. Noch immer liegen Teile der abgebundenen Gleisanlagen, auch Hochbauten sind noch vorhanden. Teile der Einfahrgruppe wurden in die KLv-Umschlaganlage einbezogen.
Mit dem Neubau der S-Bahn-Verbindung zwischen Halle und Leipzig entstand 2003 und 2004 ein elektronisches Stellwerk der Bauart Thales. Es wird im Regelbetrieb von der Betriebszentrale Leipzig ferngesteuert.
Ende 2014 kaufte die RTL-Dschungelkönigin Melanie Müller gemeinsam mit ihrem Mann und Manager Mike Blümer das inzwischen leerstehende Empfangsgebäude. Das Gebäude soll sowohl für eigene Wohnzwecke als auch als Pension genutzt werden.
Im dritten Gutachterentwurf des Deutschlandtakts ist eine zweigleisige Einfädelung der Strecke 6403 Magdeburg–Leipzig in Leipzig-Wahren unterstellt. Beim Stand von 2021 erschließt das Richtungsgleis Leipzig–Magdeburg die Umschlaganlagen für den kombinierten Ladungsverkehr, während das Richtungsgleis Magdeburg–Leipzig ein Durchlaufgleis nördlich parallel zur S-Bahn-Strecke Leipzig-Wahren–Leipzig Hbf ist. Auf dem Westkopf laufen beide Gleise zusammen, das Streckengleis mündet dann in die von der S-Bahn genutzten Streckengleise ein. Das anschließende Güterzuggleis Schkeuditz–Leipzig-Wahren liegt auf der Südseite. Fahrten von diesem Gleis in den Umschlagbahnhof schließen alle Fahrten auf den S-Bahn-Gleisen aus. Dafür sind, zum Preisstand von 2015, Investitionen von 7 Millionen Euro vorgesehen.

## Umschlagbahnhof

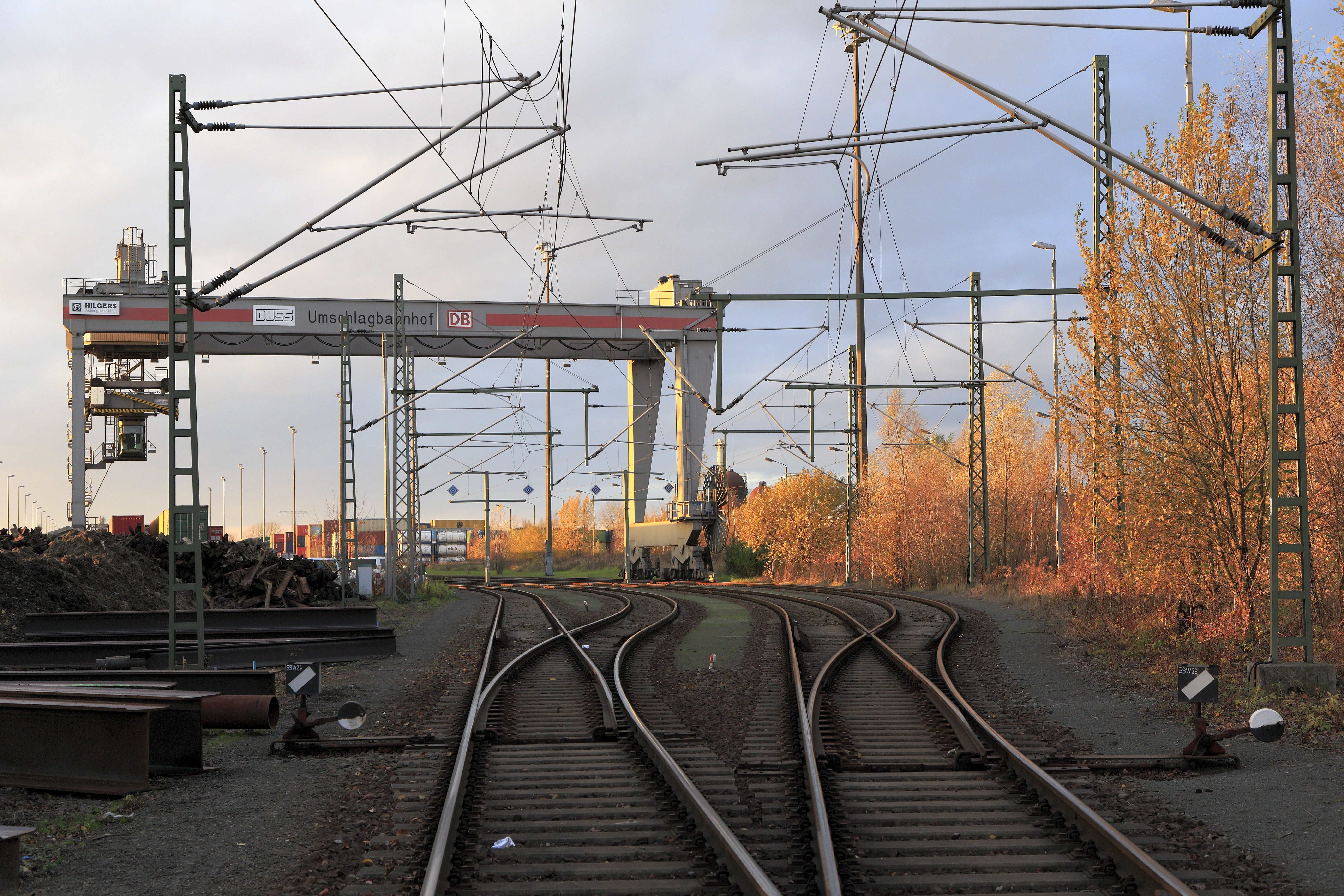
KLv-Umschlaganlage (Dezember 2015)

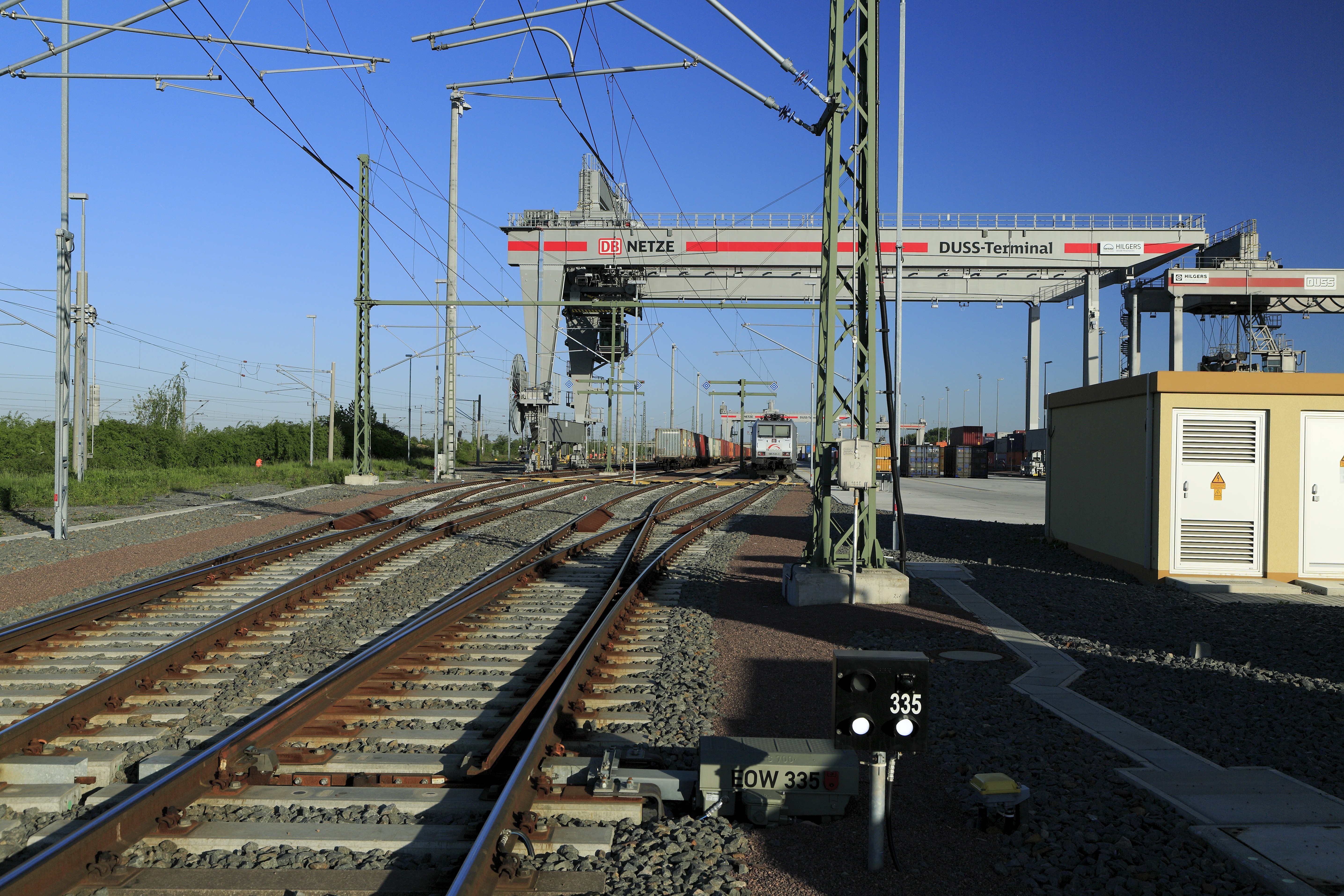
Kranbahn 2 (Mai 2018)

Am 2. Juli 2001 eröffnete die Deutsche-Bahn-Tochter Deutsche Umschlaggesellschaft Schiene-Straße nach dreijähriger Bauzeit auf dem Gelände des Güterbahnhofs Wahren einen Umschlagbahnhof für den Containertransport. Dieser liegt unmittelbar neben einem Güterverteilzentrum. Mit einer Spitzenumschlagsleistung von 500 TEU ersetzte er die bisherigen Anlagen in Leipzig-Stötteritz und Halle (Saale). Dieser wurde Ende 2005 auf Ganzzuglänge ausgebaut und umfasst heute eine Kranbahn mit zwei Portalkränen und vier Gleisen mit einer Nutzlänge von 700 m. Die vier Gleise wurden mit ortsgestellten Weichen angebunden, auch die Weiche 26 im durchgehenden Hauptgleis der Strecke 6403 Magdeburg–Leipzig zur Anbindung der Kranbahngleise war anfangs ortsgestellt und unverschlossen. Pro Jahr können 100 000 TEU umgeschlagen werden.
Da die Umschlaganlage ihre Kapazitätsgrenze erreicht hatte, wurde im Zuge einer weiteren Ausbaustufe ein zweites Modul mit vier Gleisen, zwei Kränen und einem Dispositionsgebäude errichtet. Hierdurch verdoppelte sich die Umschlagkapazität auf 220 000 TEU. Die beiden südlichen Kranbahngleise sind auf beiden Seiten angebunden, sie können auch von Westen befahren werden. Die vier neuen Gleise wurden mit elektrisch ortsgestellten Weichen angebunden. In diesem Zusammenhang wurden auf der Ostseite zwei Lokwartegleise eingerichtet und auch die Anbindung der Kranbahn 1 in das Stellwerk einbezogen. Die drei Aufteilungsweichen für diese Kranbahn sind weiterhin Handweichen. Aufgrund von Baumängeln verzögerte sich die im Frühjahr 2017 geplante Eröffnung auf September 2017.
Seit September 2011 verlässt den Bahnhof Leipzig-Wahren täglich ein Containerzug nach Shenyang in der Volksrepublik China.

## Personenverkehr
Im Bahnhofsbereich lagen die Haltepunkte Leipzig-Wahren und Lützschena, die von den Zügen zwischen Leipzig und Halle angefahren wurden. Sie befanden sich an der Nordseite der Gleisanlagen, an der Strecke in Richtung Wiederitzsch, über die der gesamte Personennahverkehr verlief. Während in Leipzig-Wahren die meisten Personenzüge in Richtung Halle hielten, verlor Lützschena wegen seiner ungünstigen Lage und den Tarifverhältnissen (die Straßenbahnlinie 29, später 11, führt durch den Ortskern von Lützschena, wurde in deutlich dichterem Takt bedient und bis zur Einführung des MDV-Tarifes kostete eine Eisenbahnfahrt deutlich mehr) mehr und mehr an Bedeutung. 1996 wurde der Haltepunkt geschlossen, zuletzt hielten dort nur wenige Züge im Berufsverkehr.
Die schnellfahrenden Reisezüge zwischen Leipzig und Halle verkehren seit der Inbetriebnahme des ersten Abschnittes der Schnellfahrstrecke 5919 Eltersdorf–Leipzig zwischen Leipzig und Gröbers am 30. Juni 2003 über den Bahnhof Flughafen Leipzig/Halle und damit nicht mehr über Wahren.

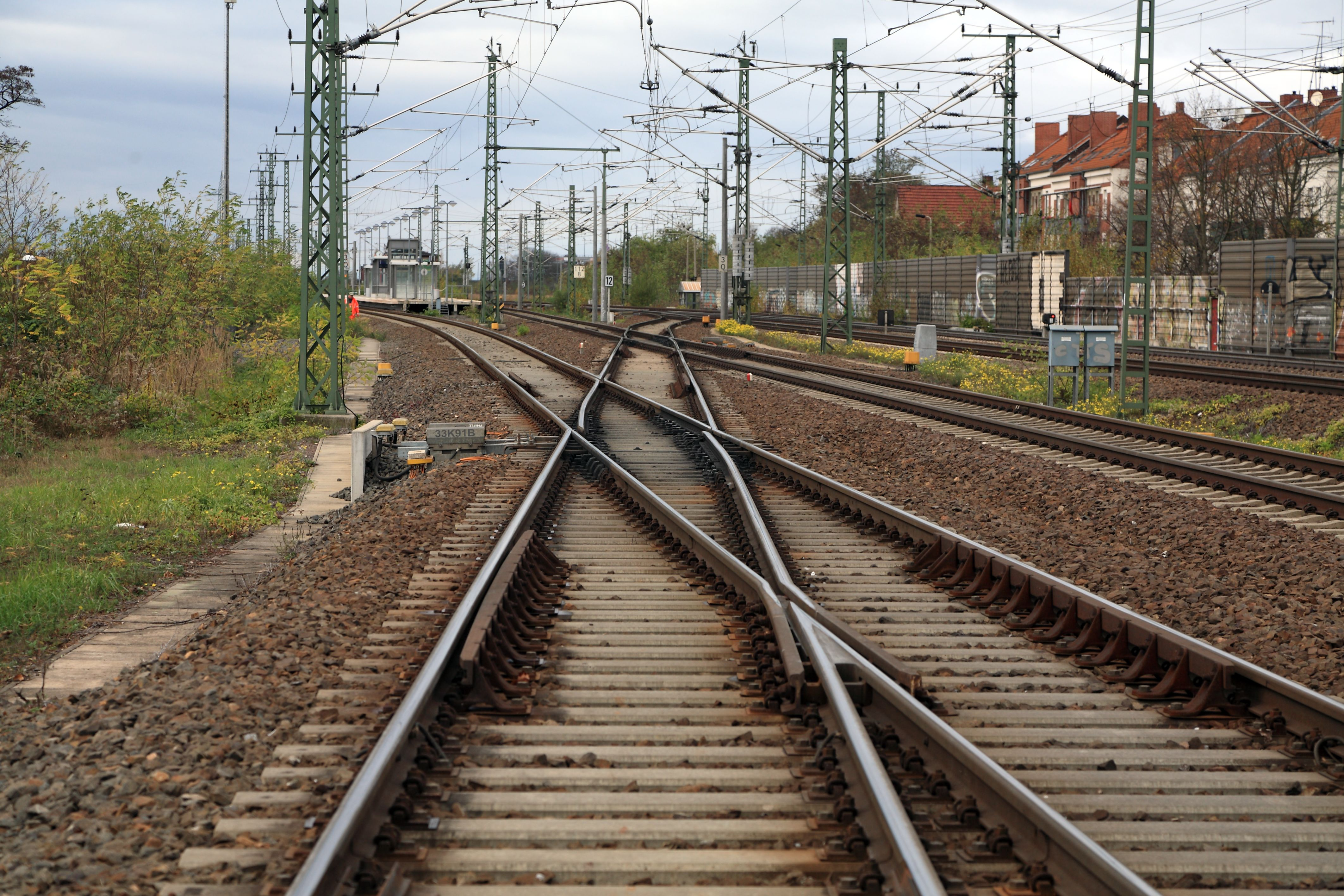
Bf Leipzig-Wahren von Osten

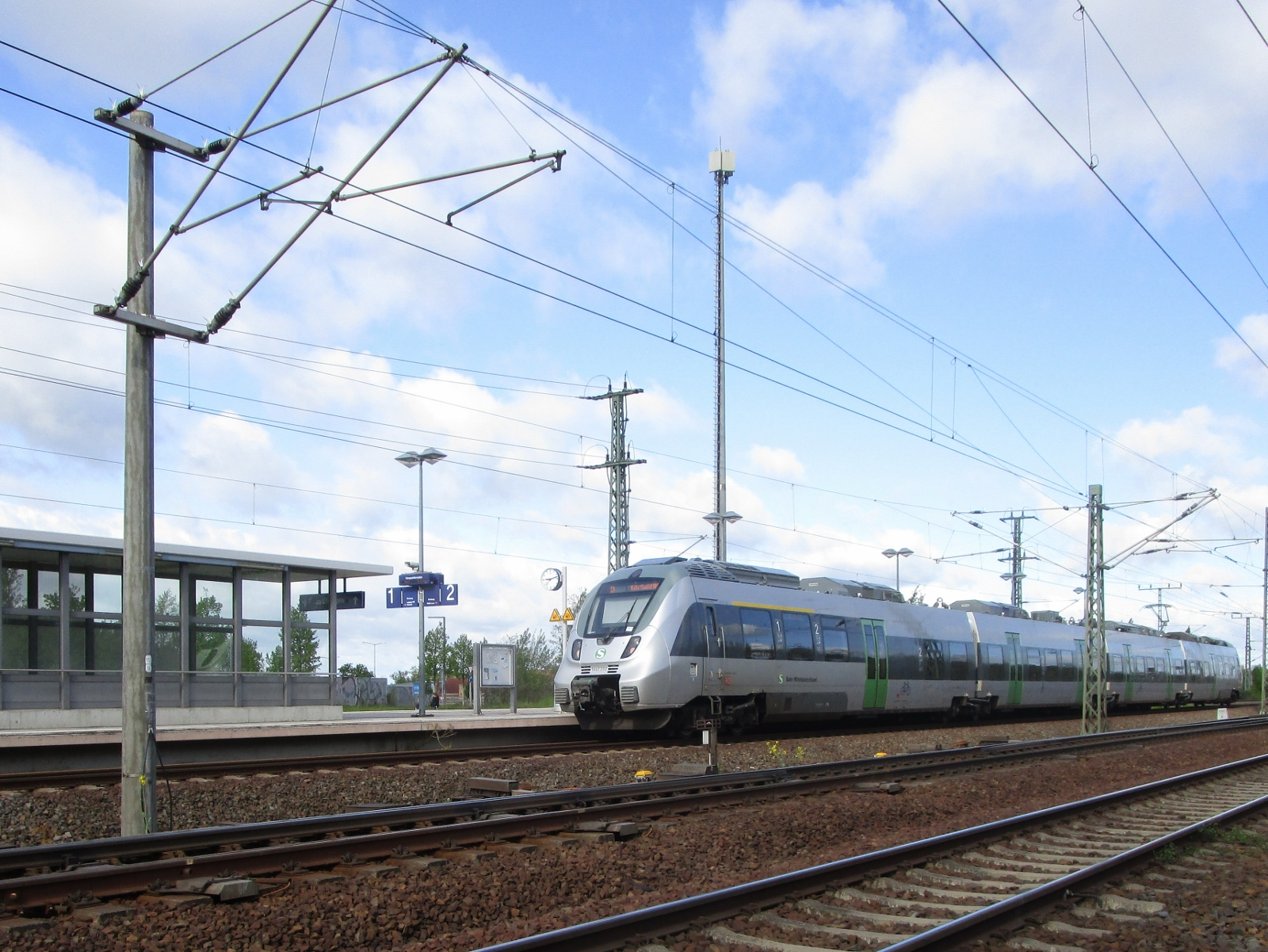
Bahnsteig Leipzig-Wahren

Im Jahr 2004 wurden die S-Bahn-Netze in Leipzig und Halle zur S-Bahn Leipzig-Halle verbunden. Die Züge verkehren seitdem nicht mehr über Wiederitzsch, sondern über die direkte Strecke nach Leipzig Hauptbahnhof. Leipzig-Wahren erhielt einen neuen 140 m langen und 550 mm hohen Inselbahnsteig an der Südseite des Ostkopfes. Auch die Zugangsstelle in Lützschena wurde mit neuen Außenbahnsteigen unter dem Namen Leipzig-Lützschena wiedereröffnet. Beide Haltepunkte sind Bahnhofsteile des Bahnhofs Leipzig-Wahren. Sie werden von den Zügen der Linie S3 der S-Bahn Mitteldeutschland im 30-Minuten-Takt bedient, seit Dezember 2021 mit dem Verlauf Halle-Nietleben – Halle Hbf – Leipzig-Stötteritz – Wurzen, und gehören zur MDV-Zone 110. Im Rahmen dieser Bauarbeiten wurden die bisherigen Reisezuggleise auf der Nordseite 2004 abgebunden und einige Jahre danach abgebaut.
Neben der S-Bahn wird der Bahnhof auch durch die Buslinien 87, 88, 90 und 91/190 erschlossen. Unweit des Bahnhofs (Rathaus, etwa 10 Minuten Fußweg) verkehren die Straßenbahnlinien 10 und 11. Die Linie 10 führt von Wahren über das Leipziger Zentrum nach Lößnig, die Linie 11 von Schkeuditz nach Markkleeberg-Ost. Überlegungen sehen vor, die Straßenbahn bis zum Bahnhof zu verlängern.